# GTBT
『GTBT』（ジーティービーティー）は、Chicago Poodleの4枚目のフルアルバム。

## 内容
アルバムタイトルは「Good Times & Bad Times」の頭文字から取ったものである。配信限定シングル曲2曲も収録。

## 批評
『CDジャーナル』は花沢耕太の歌唱姿勢を「独特のソウルフルな拳あり」と評した。

## 収録曲
1. Is This LOVE?
作詞：辻本健司　作曲：花沢耕太　編曲：Chicago Poodle・岩倉さとし
2. PEACE!!
作詞：辻本健司　作曲：花沢耕太　編曲：Chicago Poodle・岩倉さとし
3. 心キミ模様
作詞：山口教仁　作曲：花沢耕太　編曲：Chicago Poodle・岩倉さとし
4. No Regret
作詞：山口教仁　作曲：花沢耕太　編曲：Chicago Poodle・小林哲
5. 愛と呼べる言葉（もの）
作詞：Chocago Poodle　作曲・編曲：花沢耕太
6. Fly 〜風が吹き抜けていく〜
作詞：辻本健司　作曲：花沢耕太　編曲：Chicago Poodle・岩倉さとし
7. 30
作詞：辻本健司　作曲：花沢耕太　編曲：Chicago Poodle・岩倉さとし
8. 雨上がりのバラッド
作詞：山口教仁　作曲：花沢耕太　編曲：Chicago Poodle・小林哲
9. film of life
作詞：山口教仁　作曲：花沢耕太　編曲：Chicago Poodle・石井健太郎
10. アイノタネ
作詞：山口教仁　作曲：花沢耕太　編曲：Chicago Poodle・小林哲

## 参加ミュージシャン
- 岩倉さとし - ギター
- 大賀好修 - ギター
- 古賀和憲 - ギター
- 車谷啓介 - パーカッション